# Minasteron minusculum
Minasteron minusculum là một loài nhện trong họ Zodariidae.
Loài này thuộc chi Minasteron. Minasteron minusculum được Barbara C. Baehr & Rudy Jocqué miêu tả năm 2000.